# 蒲刈町営バス

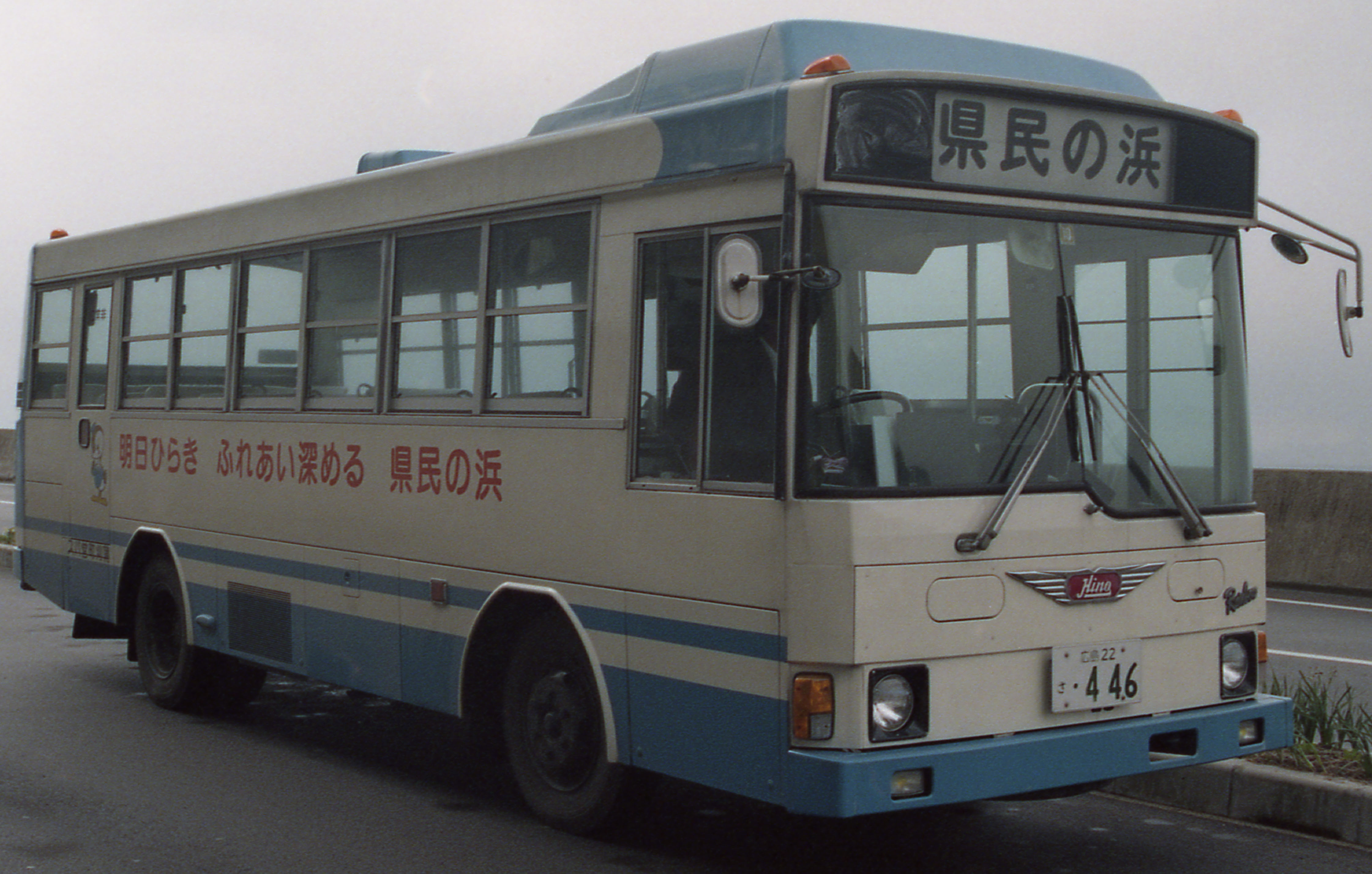
蒲刈町営バスの車両（1998年）
日野・レインボーRJ

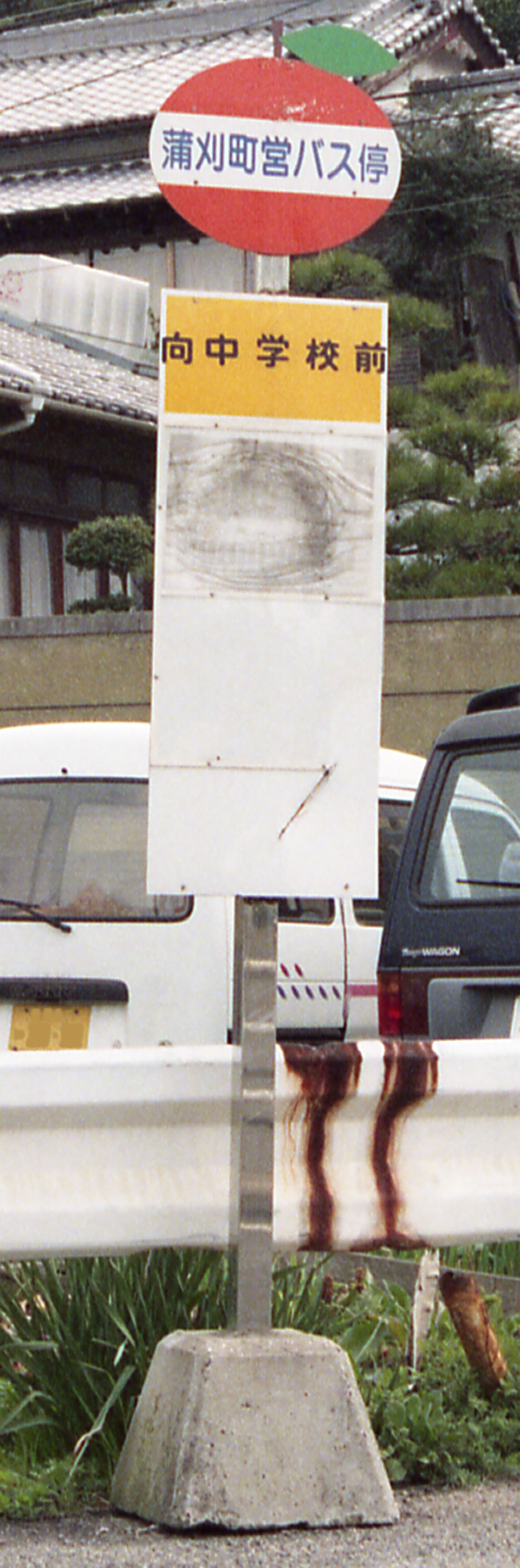
蒲刈町営バスのバス停留所（1998年）

蒲刈町営バス（かまがりちょうえいバス）は、広島県安芸郡蒲刈町がかつて運行していた自治体バス（廃止代替バス）。運行形態は、道路運送法の規定に基づく自家用有償旅客運送（旧80条バス）で、車両は町が保有する自家用バス（白ナンバー車）を使用していた。

## 歴史
1964年から町内を運行していた呉市交通局（市営バス）の路線が1983年に廃止されたため、その廃止代替廃止代替として、町が直営で町営バスを運行開始した。学校の夏休み期間中は、小中学生にプール利用無料乗車券を発行していた。
蒲刈町は2005年に呉市へ編入され、町営バスは呉市生活バスへ継承されて「蒲刈地区生活バス」となり、民間委託化によりひまわり交通が運行受託していた。
その後、2008年の豊島大橋開通時の島内交通再編により、さんようバスと瀬戸内産交が共同運行する大崎下島 - 広駅方面の直通バスに統合される形で廃止された。

## 路線
以下の1路線があった（2003年1月4日改正時点、全バス停記載）。
- 県民の浜 - 恋が浜 - 梶谷 - 営農センター - 宮田大橋 - 旧選果場前 - 大浦桟橋 - 蒲刈中学校 - 小浜 - 宮盛 - 蒲刈町役場 - 福祉の村前 - 田戸 - 車谷 - 立岩 - 福泊 - 北刈浜 - 向桟橋 - 向中央 - 向学校

田戸と大浦桟橋で、呉方面から来る瀬戸内産交の一般路線バスや、広島市方面から来る高速バス「広島蒲刈線」との接続が取られていた。

## 車両
- 日野・レインボーRJを使用していた。